# X-Blades
X-Blades è un videogioco di tipo avventura dinamica e hack and slash a tema fantasy sviluppato da Gaijin Entertainment e TopWare Interactive, pubblicato da 1C Company, SouthPeak Games, TopWare Interactive, Ubisoft Osaka e Zuxxez Entertainment e distribuito da PlayStation Network, Xbox Live e Steam per PlayStation 3, Xbox 360 e Microsoft Windows nel 2009 e per macOS e Linux nel 2017. Nel 2007 in Russia il gioco è stato inizialmente pubblicato in esclusiva per Windows come Ониблэйд (Oniblade), ma due anni dopo è stato ripubblicato come X-Blades, nome con il quale è uscito per la prima volta nel resto del mondo anche per altre piattaforme.
Il gioco ha riscosso scarso successo commerciale con valutazioni basse da parte della critica specializzata e dell'utenza, che ne hanno criticato principalmente gli scontri contro i boss, il gameplay, la longevità e la consistenza ludica.
La protagonista del gioco (e del suo sequel spirituale, Blades of Time) è Ayumi, un'avventuriera e cacciatrice di tesori alla ricerca di un antico artefatto magico, in perenne lotta contro antiche forze oscure che, risvegliatesi dentro di lei, intendono usarla per distruggere il mondo.

## Trama

### Ambientazione
Il gioco è ambientato in un universo fantasy che vede due antiche potenti divinità contrastarsi a vicenda: l'Illuminato e l'Oscuro. Mentre l'Illuminato cercò per secoli di aiutare e sostentare l'umanità quando e come possibile, l'Oscuro cercò di ostacolare l'Illuminato e corrompere l'umanità con la forza delle tenebre. Presto i due intrapresero una guerra, al termine della quale l'Illuminato riuscì a prevalere sull'Oscuro a costo della vita: per secoli le loro essenze divine vennero custodite in un tempio sotto forma di artefatto sferico per impedire all'universo di collassare. Tale artefatto però contiene un immenso potere che può uccidere o maledire chiunque vi entri in contatto.

### Storia
L'avventuriera e cacciatrice di tesori Ayumi sta cercando le rovine di un antico tempio dove è custodito l'artefatto della Luce e dell'Oscurità. Dopo averlo trovato, viene avvertita da una bestia dalle sembianze di un leone che l'artefatto divino non può essere toccato da un essere umano ma, ignorando l'avvertimento, entra in contatto con l'artefatto e viene maledetta. Dopo un feroce combattimento contro la bestia, Ayumi viene pervasa dalle tenebre e si accascia a terra esanime.
La ragazza si risveglia su una costa ignota dove, poco dopo, conosce un ragazzo di nome Jay, seguace della Luce che sembra essere a conoscenza di un modo per curare la maledizione di Ayumi. Jay però vuole curare la maledizione da solo e fugge. La ragazza segue le tracce di Jay fino alle rovine del tempio e scopre che quest'ultimo ha risvegliato l'Oscuro al fine di sconfiggerlo una volta per tutte, fallendo però nel tentativo. Ayumi sconfigge da sola l'Oscuro e tocca l'artefatto venendo avvolta dalla Luce, svenendo e risvegliandosi libera dalla maledizione. Jay però afferma che la maledizione non è stata realmente distrutta ma soltanto rimossa e così, deluso, si reca a un castello, dove viene corrotto dalle tenebre, per poi ingaggiare un combattimento contro Ayumi. La ragazza riesce a sconfiggerlo e pone definitivamente fine alla maledizione.
A seconda delle azioni del giocatore durante la partita il finale può prendere risvolti differenti. Ayumi riesce a liberare Jay dalle tenebre e dopo essere stati entrambi avvolti da un bagliore, assistono alla disfatta dell'Oscurità da parte della Luce, per poi ammirare il sorgere del sole assieme; in alternativa, la ragazza riesce comunque a liberare Jay dalle tenebre, ma nel farlo lo uccide, piangendo sul suo cadavere e rimuginando sul fatto che le cose sarebbero potute andare diversamente.

## Modalità di gioco
X-Blades è un videogioco di avventura dinamica hack and slash con visuale in terza persona in cui il personaggio giocante deve esplorare i livelli e combattere contro i nemici in essi presenti. Ogni volta che tutti i mostri di un livello sono stati sconfitti, è possibile accedere al livello successivo. Le anime, che fungono da valuta di gioco, possono essere ottenute sconfiggendo i nemici o raccolte nel corso dell'avventura. Dopo aver accumulato una certa quantità di anime Ayumi può usarle per apprendere abilità o potenziare quelle già apprese, sfruttandole assieme alle sue normali lame-pistola contro i nemici per concatenare combo e aumentare i punti nel moltiplicatore. Durante l'esplorazione Ayumi può trovare dei manufatti nascosti, che permettono di infliggere danni maggiori o sbloccare nuove tecniche. Una volta ottenute, le abilità vengono automaticamente inserite in uno slot rapido e possono essere di natura "chiara" o "oscura": dal loro utilizzo deriva il finale del gioco, che può essere "buono" o "cattivo".
Ogni volta che Ayumi affronta un nuovo nemico o boss viene aggiunta una nuova voce al bestiario, un elenco di tutti gli avversari, i personaggi e i cristalli incontrati nel corso del gioco, che il giocatore può consultare per studiare i punti deboli dei vari nemici.
Durante un combattimento l'HUD visualizza in alto a sinistra dello schermo la barra della vitalità e la mana, in alto a destra il numero di anime (che nel gioco funzionano come punti esperienza) accumulate, in basso a sinistra lo slot rapido che include 4 abilità, in basso a destra la vitalità del boss.

## Doppiaggio
Nella tabella di seguito riportata sono indicati i doppiatori:
| Personaggio  | Doppiatore       | Doppiatore      | Doppiatore   |
| ------------ | ---------------- | --------------- | ------------ |
| Ayumi        | Morla Gorrondana | Loretta Di Pisa | Rie Kugimiya |
| Jay          | Doug Boyd        | Paolo De Santis | Satoshi Hino |
| l'Oscuro     | J.S. Gilbert     | Tony Fuochi     | Hisao Egawa  |
| l'Illuminato | J.S. Gilbert     | Tony Fuochi     | Hisao Egawa  |

## Colonna sonora
Le tracce della colonna sonora sono state realizzate da Michael Dees e Pavel Stebakov, mentre l'album è stato pubblicato da Zuxxez Entertainment il 14 gennaio 2009.

## Sviluppo
X-Blades è stato sviluppato da Gaijin Entertainment con il motore grafico Dagor Engine 3.0, sviluppato dalla stessa azienda e pubblicato nel 2005. Riguardo allo sviluppo del gioco, James Seaman, amministratore delegato di TopWare Interactive, ha dichiarato:
Il nostro obiettivo era creare personaggi e grafica stilistici e mescolare quello stile visivo ampolloso con un'azione fulminea. Il risultato è un "titolo-killer" che i giocatori e gli appassionati di anime non saranno in grado di mettere giù.»

## Distribuzione
Il gioco è stato inizialmente distribuito solo in Russia, come esclusiva per Microsoft Windows, a novembre 2007 con il nome di Oniblade. Il 29 febbraio 2008 SouthPeak Games ha annunciato che il gioco sarebbe stato distribuito a fine anno anche per PlayStation 3 e Xbox 360, oltre che per Windows, con il nome di X-Blades. Infine però il gioco è stato distribuito in tutto il mondo anche per console di settima generazione nel febbraio 2009, mentre il 20 gennaio 2017 TopWare Interactive ha pubblicato una versione del gioco per macOS e Linux.
La copertina del gioco presenta discrepanze a seconda del Paese di distribuzione. Secondo Jake DiGennaro di TopWare Interactive, la copertina originale era quella di Xbox 360, poi modificata in base alle richieste di Sony per l'edizione PlayStation 3.
Il 27 marzo 2009 è stata pubblicata l'espansione Sky Levels, che aggiunge tre livelli, già presenti nelle versioni per PlayStation 3 e Microsoft Windows, alla versione per Xbox 360 del gioco.

## Accoglienza
| Testata                         | Versione      | Giudizio |
| ------------------------------- | ------------- | -------- |
| Metacritic (media al 23-3-2021) | PS3           | 50/100   |
| Metacritic (media al 23-3-2021) | X360          | 50/100   |
| Metacritic (media al 23-3-2021) | PC            | 54/100   |
| 1UP.com                         | PS3, X360     | D+       |
| Destructoid                     | X360          | 5,5/10   |
| Everyeye.it                     | PS3, X360, PC | 4,5/10   |
| Famitsū                         | PS3, X360     | 26/40    |
| Game Informer                   | PS3, X360     | 5,5/10   |
| GameSpot                        | X360          | 6,5/10   |
| IGN                             | PS3, X360, PC | 6/10     |
| Igromania                       | PS3, X360, PC | 3/5      |
| Multiplayer.it                  | PS3, X360, PC | 7/10     |
| PC Gamer (UK)                   | PC            | 49/100   |

Il gioco ha ricevuto valutazioni basse dalla critica specializzata e dai revisori e recensioni prevalentemente negative.
Riguardo a X-Blades Tyrell di 1UP.com ha affermato che «niente può essere così orribile», dicendo ai giocatori: «salvatevi da questo gioco». Destructoid ha definito il gioco «mediocre», sostenendo che «si tratta di un gioco che molte persone dovrebbero ignorare in quanto non offre nulla di sostanziale e i problemi sono così numerosi e gravi che bisogna perdonare molto per divertirsi», aggiungendo che «i fan dell'azione hardcore avranno un'esperienza decente, ma quelli con qualcosa di importante da fare nella vita vorranno stare alla larga da questo gioco». Everyeye.it ha affermato che X-Blades «è un fallimento totale dal punto di vista del coinvolgimento perché non riesce a suscitare interesse nel pubblico maturo a cui è rivolto» e ha criticato in particolare «la scarsa consistenza ludica», «il comparto tecnico mediocre» e «la struttura frammentata» del gioco, che lo renderebbero «molto confuso e poco attraente». Jeff Cork di Game Informer ha affermato che «dovrebbe esserci molto da amare in X-Blades, ma i suoi pochi elementi buoni vengono oscurati da nemici fastidiosi, livelli poco ispirati, combattimenti monotoni incapaci di regalare un brivido e i boss più noiosi che io abbia mai visto».
GameSpot ha lodato il gioco per «la diversità dei nemici», «le ambientazioni e il design impressionanti» e «i combattimenti diversificati», ma lo ha criticato per «la ripetitività delle ambientazioni», «le battaglie troppo monodimensionali e superficiali» e «l'eccessiva lunghezza dei combattimenti contro i boss e la loro eccessiva semplicità», aggiungendo infine che «anche se X-Blades è un titolo competente non ha ciò che potrebbe renderlo speciale» e che «nonostante i suoi evidenti difetti il gioco è innegabilmente divertente». Nate Ahearn di IGN ha affermato che il gioco «funziona per quello che è, soprattutto grazie al fascino dell'azione e dei personaggi, ma il gameplay manca di ingegnosità» e che «alcuni troveranno in X-Blades più divertimento di me, ma la maggior parte dei giocatori probabilmente smetterà di giocare prima della fine del gioco». Multiplayer.it ha trovato il sistema di combattimento del gioco «inevitabilmente divertente una volta domato e che sa regalare soddisfazioni» e ne ha anche lodato la grafica, gli effetti sonori, «la giocabilità intuitiva e frenetica» e il sistema di crescita del personaggio giocante, ma ne ha criticato lo stile estetico dei personaggi e dei nemici e «il sistema di agganciamento impreciso», lamentando inoltre l'assenza di un supporto multigiocatore, aggiungendo che «i ragazzi di Gaijin hanno fatto un discreto lavoro dal punto di vista squisitamente tecnico» e che «nonostante le sue imperfezioni X-Blades è un gioco che sarà sicuramente apprezzato dagli amanti degli hack and slash impegnativi e da tutti coloro che cercano un'alternativa a Devil May Cry o Too Human». SpazioGames ha lodato «il buon level design e character design e la buona caratterizzazione stilistica» del gioco, ma ne ha criticato «il gameplay troppo lineare e ripetitivo», «l'intelligenza artificiale carente» e «i controlli mal calibrati», e affermando in conclusione che «i suoi difetti rendono X-Blades una produzione non consona agli standard odierni».

## Sequel
Nel 2012 Konami, Gaijin Entertainment e Iceberg Interactive hanno pubblicato Blades of Time, sequel spirituale di X-Blades sviluppato sempre da Gaijin Entertainment che vede nuovamente come protagonista Ayumi, affiancata però da personaggi completamente inediti.